# (31844) Mattwill
2000 DQ15 (asteroide 31844) é um asteroide da cintura principal. Possui uma excentricidade de 0.17981770 e uma inclinação de 5.09059º.
Este asteroide foi descoberto no dia 26 de fevereiro de 2000 por CSS em Catalina.